# Luisa Gómez de la Torre
Maria Luísa Gómez de la Torre Páez (Quito, 28 de maio de 1887 - 1976) foi uma educadora, feminista e ativista equatoriana pioneira no campo da luta pelos direitos dos indígenas e camponeses em seu país. Foi a primeira mulher a exercer a função de professora dentro de um colégio para os meninos na cidade de Quito.
Filha de Joaquín Gómez de la Torre Álvarez e Francisca Páez Rodríguez, participou em 1944 da criação da primeira organização indígena do Equador, denominada Federação Equatoriana de Índios (FEI); por outro lado, colaborou ativamente com a indigenista Dolores Cacuango Quilo na fundação de várias escolas bilíngües (quechua-espanhol), destinadas à alfabetização da população rural e de origem indígena.
No âmbito político, é considerada como uma das precursoras do movimento esquerdista de seu país junto às guayaquileñas Aurora López, Isabel Herrera, Ana Moreno, e as quitenhas Nela Martínez e Laura Almeida. Neste contexto, participou em 1926, da fundação do Partido Socialista do Equador. Em 1930, formou o Clube de Professores do Mejía; em 1937, junto com outros colegas, fundou o Sindicato dos Professores do Mejía que posteriormente —em 1946—transformou-se na União Nacional de Educadores.
Como ativista feminista, foi parte das fundadoras da Aliança Feminina Equatoriana em 1938, juntamente com Virgínia Larenas, Raquel Verdesoto, Matilde Fidalgo Prócel e Nela Martínez. Além disso, foi uma das fundadoras da Aliança Feminina Equatoriana e de Mulheres do Equador.